# Shun Skywalker
Shun Watanabe (渡辺俊, Watanabe Shun), né le 30 mai 1996 à Gifu, est un catcheur japonais qui travaille à la Dragon Gate sous le nom de Shun Skywalker.

## Carrière

### Dragon Gate (2015-2019)
Lors de Dangerous Gate 2018, lui et Masaaki Mochizuki perdent contre Tribe Vanguard (Yamato et BxB Hulk) et ne remportent pas les Open the Twin Gate Championship.
Le 3 mai 2019, il perd contre PAC et ne remporte pas le Open the Dream Gate Championship.

### Excursion au Mexique (2019–2020)
Du 14 juin 2020 au 30 août, il participe au Rey del Ring de l'IWRG, battant El Hijo de Canis Lupus en finale pour remporter le tournoi.

### Retour à la Dragon Gate (2020-...)
Lors de Gate Of Destiny 2020, après que Eita conserve le Open the Dream Gate Championship contre Kzy, il effectue son retour et défi Eita pour son titre,. Lors de Kobe Pro Wrestling Festival, il bat Eita et remporte le Open the Dream Gate Championship.

#### Masquerade (2020-2022)
Le 2 décembre, aux côtés des anciens coéquipiers du groupe de Ben-K, Dragon Gate Génération, Dragon Dia, Jason Lee et Kota Minoura, il annonce la création de leur propre clan, qui sera rejoint par un membre mystérieux le 15 décembre,. Lors de Final Gate 2020, il conserve son titre contre Ben-K.
Lors de Champion Gate 2021 In Osaka - Tag 2, il conserve son titre contre Kaito Ishida. Lors de Memorial Gate 2021 In Wakayama, il conserve son titre contre Kazma Sakamoto.
Lors de Speed Star Final, il perd son titre contre Yamato qui met fin à son règne.
Le 15 décembre, lui, Jason Lee et Kota Minoura battent R.E.D (Eita, H.Y.O et Kaito Ishida) pour remporter les Open the Triangle Gate Championship et après le match Minoura le défie à un match où s'il perd, il devra quitter le clan.
Lors de Final Gate 2021, H.Y.O et SB KENTo de R.E.D essaie de l'aider durant son match contre Kota Minoura en lui lançant une chaise, alors que l'arbitre était à terre, mais il refuse leur aide. Peu de temps après, il retire son masque et l'envoie dans les mains de Minoura alors que l'arbitre ne regardait pas. Lorsque l'arbitre se retourne et voit Minoura debout avec le masque de Skywalker, il accorde la victoire à Skywalker par disqualification.

#### Heel Turn et R.E.D (2022)
Le 12 janvier 2022, lui, Jason Lee, Kota Minoura perdent les Open the Triangle Gate Championship contre R.E.D (Eita, H.Y.O et Kaito Ishida).Pendant le match, Minoura le frappe accidentellement, après avoir tenté de se protéger de H.Y.O. Après le match H.Y.O l'invite à rejoindre R.E.D, ce qu'il accepte. Cependant, Eita et Ishida sont contre son ajout et Eita essaie d'expulser H.Y.O, conduisant le reste du groupe à se retourner contre eux et Skywalker à devenir le nouveau membre de R.E.D.

#### Z-Brats (2022-...)
Le 5 février, à la suite du départ d'Eita, H.Y.O et SB KENTo ont décidé de changer le nom du clan qui s'appellera dorénavant Z-Brats, afin de se démarquer du concept de RED créé par Eita.
Le 20 février, lui BxB Hulk et H.Y.O participent à un tournoi pour couronner les nouveaux Open the Triangle Gate Champions. Lors du tournoi, ils battent Riki Iihashi, Ishin Iihashi et Takuma Fujiwara en demi-finale, avant de perdre contre Natural Vibes (Kzy, Jacky "Funky" Kamei et Yuta Tanaka) en finale.
Le 23 mars, lui, H.Y.O et SB KENTo effectuent leurs débuts à la Pro Wrestling NOAH en attaquant Alejandro, Daisuke Harada et Junta Miyawaki, avant de les défier pour un match à l'événement Majestic qui aura lieu le 29 avril.
Lors de Dead or Alive 2022, lui et Diamante battent Dragon Dia et Yuki Yoshioka et remportent les Open the Twin Gate Championship,. Le 30 juillet, ils perdent leur titres contre Kung Fu Masters (Jason Lee et Jacky "Funky" Kamei).
Lors de The Gate Of Destiny 2022, lui, Kai et ISHIN battent M3K (Masaaki Mochizuki, Susumu Mochizuki et Mochizuki Junior) et remportent les Open the Triangle Gate Championship.
Le 11 janvier 2023, il devient double champion lorsqu'il bat Yuki Yoshioka pour remporter son deuxième Open the Dream Gate Championship.

### Major League Wrestling (2022-...)
Le 8 décembre 2022, il effectue ces débuts à la Major League Wrestling en battant Myron Reed pour remporter le MLW World Middleweight Championship.

## Palmarès
- Dragon Gate
  - 2 fois Open the Dream Gate Championship
  - 2 fois Open the Triangle Gate Championship avec Jason Lee et Kota Minoura (1) et ISHIN et Kai (1)
  - 1 fois Open The Twin Gate Championship avec Diamante
  - Rookie of the Year Award (2018)

- International Wrestling Revolution Group
  - Rey del Ring (2020)[27]

- Major League Wrestling
  - 1 fois MLW World Middleweight Championship

## Récompenses des magazines
- Pro Wrestling Illustrated

| Année | 2021 | 2022 | 2023 | 2024 |
| ----- | ---- | ---- | ---- | ---- |
| Rang  | 58   | 214  | 33   | 107  |